# Rinus Gosens

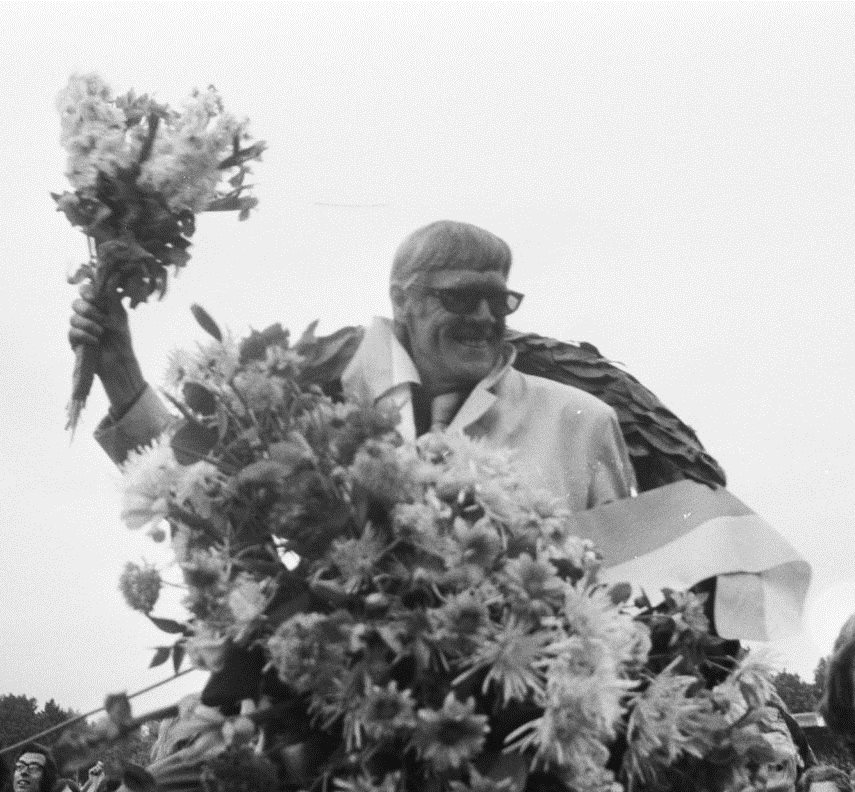
Rinus Gosens in 1975

Rinus Gosens (Schiedam, 1 januari 1920 – Eindhoven, 22 mei 2008) was een Nederlands voetballer en voetbaltrainer.
Gosens werd als voetballer in 1949 kampioen met SVV, door Heerenveen - met Abe Lenstra in de gelederen - te verslaan met 3-1. Het beslissende duel in De Kuip werd bezocht door 69.300 toeschouwers, nog altijd een record in dit in 1937 gebouwde stadion.
Na zijn loopbaan als speler werd Gosens voetbaltrainer. Hij miste met Fortuna Vlaardingen in 1962 op een doelpunt na de eredivisie, maar in 1969 lukte het hem met SVV wel om te promoveren als kampioen van de eerste divisie. Rinus Gosens degradeerde het seizoen erop weer met SVV. Bekende spelers in dit jaar waren onder meer Leen Warnaar, Wout van Meeteren en Aad Koudijzer.
Tussen 1970 en 1972 was hij actief bij Heracles in Almelo, waarna hij in 1972 weer terugkeerde bij SVV. In 1973 werd FC Eindhoven zijn volgende club, waarmee hij in 1975 via de nacompetitie de eredivisie wist te bereiken. Tot 1979 bleef Gosens in Eindhoven, waarna FC Den Bosch zijn laatste club als hoofdtrainer werd in het betaalde voetbal. Een conflict met manager Ad Zonderland van deze club, betekende het voortijdige einde van Gosens' trainersloopbaan. PSV nam hem vervolgens op in de scoutingsstaf.
In 2005 werd Gosens nog geïnterviewd door journalist Piet Ocks van het inmiddels ter ziele gegane voetbalmagazine Nummer 14.